# Lars Stigzelius
Lars Stigzelius (latinizzato in Laurentius; Stigsjö, 27 ottobre 1598 – Uppsala, 31 agosto 1676) è stato un arcivescovo luterano svedese, arcivescovo di Uppsala dal 1670 fino alla sua morte.

## Biografia
Era figlio di un sacerdote e studiò presso l'Università di Uppsala fino al 1625, anno in cui ottenne il philosophiae magister.
Nel 1630 intraprese un viaggio attraverso l'Europa e nel 1640 divenne professore di teologia a Uppsala.
Dal 1630 al 1640 si scontrò spesso con Johan Skytte, cancelliere dell'Università, e con il suo vice Laurentius Paulinus Gothus (che in seguito sarebbe diventato, a sua volta, arcivescovo), in quanto questi ultimi erano ramisti, mentre Stigzelius era aristotelico.
Quando negli anni 1660 le idee cartesiani penetrarono nell'Università, Stigzelius li combatté. La sua reputazione era quella di un docente molto preparato ed influente, e cercò di utilizzarla anche per cancellare l'esorcismo dal novero dei dogmi della Chiesa.
Divenne arcivescovo di Uppsala, ovvero primate della Chiesa di Svezia nel 1670, già in età avanzata e il suo arcivescovato non lasciò segni particolarmente importanti.